# Reniss
Kien Rennise Nde, née le 24 avril 1988 à Bamenda et connue sous son nom de scène Reniss, est une chanteuse et auteure-compositrice camerounaise. Reniss chante en français, en anglais, pidgin, et mankon. Elle se fait connaitre sur la scène musicale internationale après le succès de sa chansons La Sauce sorti en 2016 .

## Carrière
Reniss a grandi dans le quartier de Mabanda, à Douala, au Cameroun. Reniss a participé activement aux chœurs de l'église à New Covenant et à l'Église presbytérienne à Douala et a commencé à chanter à l'âge de 13 ans. Après avoir voyagé et joué dans les églises pendant de nombreuses années, Reniss a commencé à travailler avec le rappeur et  producteur camerounais Jovi. Reniss a sorti ses premiers singles, Fire et Holy Wata en 2011 et 2012, respectivement, sous la marque de disque Mumak. Elle a continué à travailler avec Jovi, avec son premier album, H.I.V, en 2012, sur la piste intitulée H.I.V. En 2013, Reniss a sorti son premier EP, Afrikan Luv, un hybride influencé par l'électronique de rythmes pop et africains, sous le label New Bell Music. Dans Afrikan ,Reniss chante en anglais, français, pidgin et Ngeumba (sa langue maternelle).
Reniss publie C'est La Vie, sa première musique de la vidéo avec New Bell Music en octobre 2013. Elle a gagné plus de popularité au Cameroun après avoir joué dans la chanson et la vidéo B. A. S. T. A. R. D par Jovi en janvier 2014. En août 2015, Reniss sort son deuxième EP Milkish. Après avoir publié plus de vidéos, Reniss a publié "La Sauce" en mai 2016  qui gagne 2 millions de vues en 6 mois. Les débuts de LP de  Reniss Tendon a été publié en octobre 2016. Produit par Jovi sous son alias "Le Monstre", l'album est un hybride de plusieurs genres, y compris Bottle Dance, Njang, Bend Skin, Bikutsi, Makossa, dance hall, RnB, et autres, la création d'un genre que Reniss appelle "Mboko Pop".
Le 1er mai 2020, elle publie Nzo, son second album solo de 9 titres. L'album Nzo est entièrement par Jovi. On y retrouve les titres Commando, Mbeng et le feu sort, Nyama Nyama, Kwassa kwassa, Njangui, Mami Nzo, DAddy Nzo et Miracle.

## Discographie

### Albums
- Tendon (2016)
- Nzo (2020)

### EPs
- Afrikan LuV (2013)
- Milkish (2015)
- Reniss Chante Les Classiques (2017)[6]